# Josef Pšenička (politik)
Josef Pšenička (25. srpna 1889 – 8. července 1922 Praha-Vršovice) byl československý politik a poslanec Národního shromáždění.

## Biografie
Už před válkou byl aktivní v národně sociální straně. Za první světové války padl do ruského zajetí, vstoupil do československých legií a podnikl v přestrojení cestu přes frontové linie a zpět se vzkazy od domácího odboje. Později byl vězněn bolševiky v Moskvě. Podle údajů k roku 1921 byl profesí bývalým Československým legionářem, toho času úředníkem administrace listu České Slovo v Praze.
Po parlamentních volbách v roce 1920 získal za Československou socialistickou stranu (pozdější národní socialisté) poslanecké křeslo v Národním shromáždění. Mandát získal až dodatečně roku 1921 jako náhradník poté, co poslanec Vladimír Drobný ztratil svůj mandát. Po jeho smrti pak jeho poslanecké křeslo jako náhradník zaujal roku 1922 František Hlaváček.
Zemřel v červenci 1922 v Praze-Vršovicích, kam přišel do bytu v domě čp. 330, kde bydlel Ot. Žíla, tchán jeho bytného Josefa Doležala. Zde se oba muži zavřeli v místnosti a po chvíli se ozvaly výstřely. Po příchodu policie byl v pokoji nalezen poslanec Pšenička mrtvý na pohovce se dvěma průstřely v obličeji, zatímco Doležal ležel těžce zraněný u dveří se střelnou ranou na prsou. Pšenička znal Doležala z legií. Národní listy ve zprávě o poslancově smrti uvádějí, že byl velmi náladový a v poslední době trpěl výstřední žárlivostí. Dva dny před svou smrtí prý chodil po Václavském náměstí v Praze a slzách sděloval, že něco provede.